# 1 de noviembre
El 1 de noviembre es el 305.º (tricentésimo quinto) día del año —el 306.º (tricentésimo sexto) en los años bisiestos— en el calendario gregoriano. Quedan 60 días para finalizar el año.

## Acontecimientos
- 365: en territorio de la actual Alemania, los germanos cruzan el río Rin e invaden la Galia. El emperador Valentiniano I se traslada a París para comandar el ejército y defender las ciudades galas.
- 928: El emir de Córdoba Abderramán III funda la casa de moneda de Córdoba para la acuñación de monedas de oro, que llevaban sin emitirse en la península ibérica desde el 744.[1][2]
- 996: el emperador Otón III escribe a Gottschalk (obispo de Freising); es el documento más antiguo conocido que utiliza el nombre de Ostarrîchi (Austria en antiguo alto alemán).
- 1009: El califa de Córdoba al-Mahdi es derrotado en la batalla de Alcolea por los rebeldes bereberes, apoyados por el conde de Castilla Sancho García, obligándole a abandonar la capital y huir a Toledo.
- 1170: en los Países Bajos, se produce la «Inundación de Todos los Santos de 1170», en que el Mar del Norte ingresa en el país al superar las dunas que formaban un terraplén natural. Según los Annales egmundenses, la ciudad de Utrecht (Países Bajos) quedó inundada.
- 1290: en Inglaterra entra en vigor el edicto de expulsión de los judíos firmado por el rey Eduardo I.
- 1304: en la costa alemana del suroeste del mar Báltico se produce la «Inundación de Todos los Santos de 1304», una marejada ciclónica que inunda toda la región de Pomerania occidental. Mueren 271 personas.
- 1348: en España, la Unión de Valencia (antirrealista) ataca a los judíos de Murviedro debido a que son súbditos del rey de Valencia y, por lo tanto, realistas.
- 1436: en los Países Bajos sucede la «Inundación de Todos los Santos de 1436», una marejada ciclónica que hace desaparecer varias poblaciones sobre la bahía Alemana (en el mar del Norte).
- 1466: en la iglesia de San Nicolás del pueblo de Villalpando (Zamora) se hace por primera vez el voto a la Inmaculada Concepción.
- 1512: en Roma se exhibe por primera vez al público la bóveda de la Capilla Sixtina, pintada por Miguel Ángel.
- 1520: el portugués Fernando Magallanes navega por primera vez el estrecho que lleva su nombre (pasaje de Sudamérica que une el océano Pacífico y el Atlántico).
- 1549: en Colombia se funda la ciudad de Pamplona, que dos siglos más tarde será la primera ciudad colombiana que declarará la secesión de España.
- 1569: en Panamá se funda la Heroica Villa de Los Santos, cuna de la nacionalidad panameña.

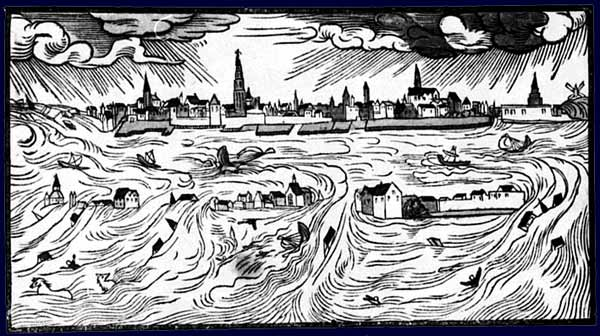
Dibujo de Hans Moser en 1570 de la inundación en los Países Bajos.

- 1570: en los Países Bajos sucede la Inundación de Todos los Santos ―posiblemente la marejada ciclónica más alta de la Historia de ese país―, que mata a unas 20 000 personas.
- 1570: en España, los moriscos de Granada, Valle de Lecrín, la Vega y otras comarcas, son reunidos en las iglesias de cada alquería y obligados a salir hacia Córdoba, y desde allí repartidos por Extremadura y Galicia.
- 1592: en la batalla de Busan, la marina japonesa destruye a la coreana.
- 1604: en el Whitehall Palace de Londres se representa por primera vez la obra Otelo, de William Shakespeare.
- 1606: en Bolivia se funda la ciudad de Oruro.
- 1611: en el Whitehall Palace de Londres se representa por primera vez la comedia romántica La tempestad, de William Shakespeare.
- 1612: Kitai-gorod es capturada por las tropas rusas bajo el comando de Dmitri Mikhailovich Pozharski.
- 1625: La flota combinada de Inglaterra y las Provincias Unidas al mando de Sir Edward Cecil, ataca la ciudad española de Cádiz con la intención de capturar la flota de Indias. La mala organización y errores estratégicos, así como las defensas coordinadas por Fernando Girón y Manuel de Guzmán y Silva supusieron el fracaso total del ataque.[3]

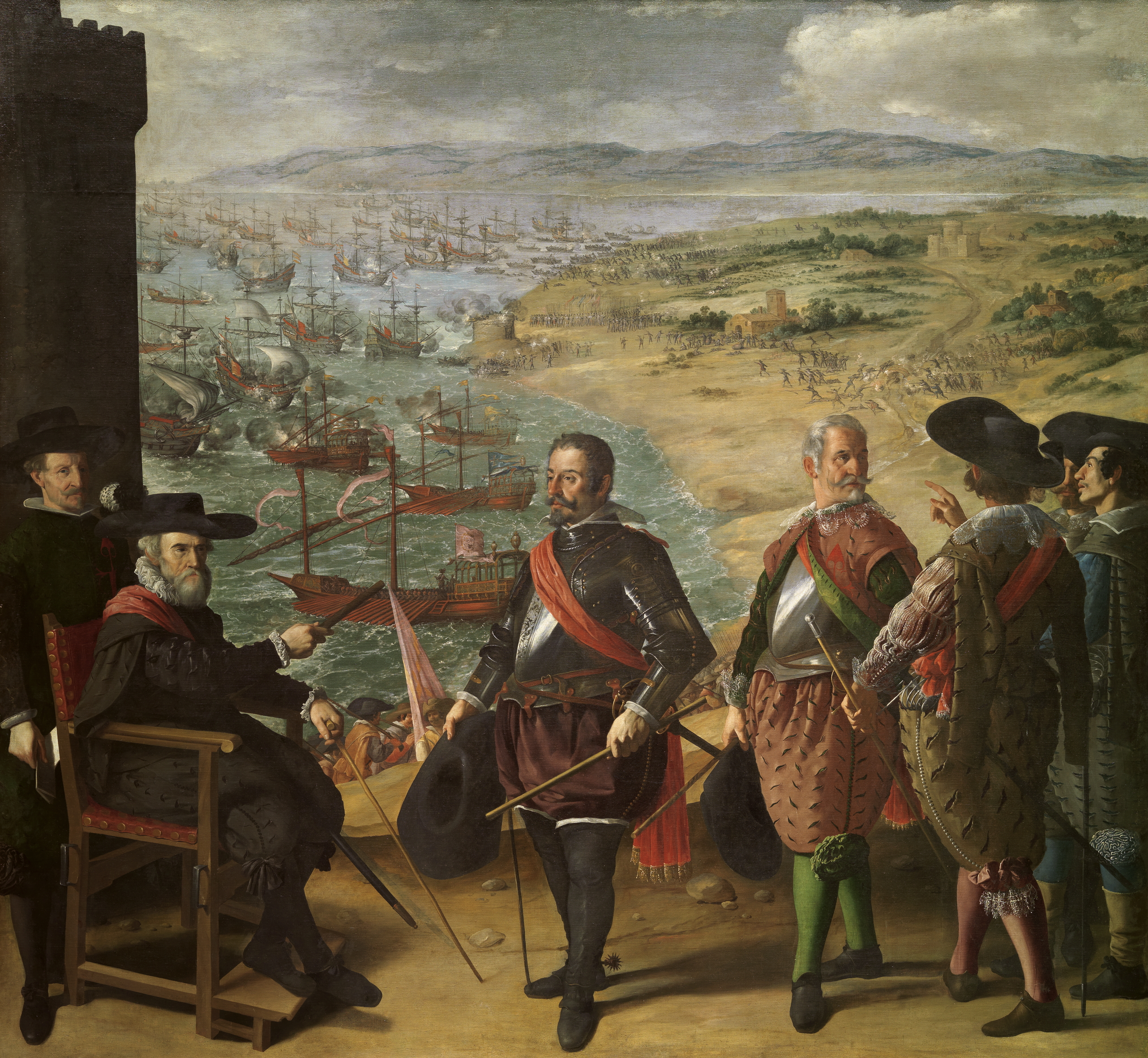
Defensa de Cádiz contra los ingleses (1634-35), de Zurbarán, Museo del Prado, Madrid. Fernando Girón (sentado) impartiendo órdenes a sus subordinados (frente a él, el teniente de maestre de campo Diego Ruiz), mientras al fondo se contempla el desembarco de las tropas angloholandesas frente al fuerte de El Puntal.

- 1683: la colonia británica de Nueva York es subdividida en 12 condados.
- 1745: en Roma, el papa Benedicto XIV publica la encíclica Vix pervenit, acerca de la usura.
- 1755: en Portugal, a las 10:16 (hora local) un terremoto de magnitud 8,7-9,0 en la escala sismológica de Richter destruye por completo la ciudad de Lisboa. El tsunami resultante ahoga a los sobrevivientes. Mueren entre 70 000 y 100 000 personas. El terremoto se sintió en Francia y los Estados Unidos. El tsunami producido afectó también la costa atlántica de la península ibérica y el norte de África.
- 1765: para pagar las operaciones militares en Norteamérica, el parlamento británico activa la Stamp Act (‘ley del sello’) de las 13 colonias.
- 1790: Edmund Burke publica Reflexiones de la Revolución en Francia, en la que predice que la Revolución francesa acabará en desastre.
- 1800: en los Estados Unidos, el presidente John Adams se convierte en el primer presidente que vive en la Mansión Ejecutiva (más tarde llamada Casa Blanca).
- 1805: Napoleón Bonaparte invade el Imperio austríaco durante la Guerra de la Tercera Coalición.
- 1814: en Viena (Austria) se abre un congreso para rediseñar el mapa político de Europa luego de la derrota de Napoleón.
- 1830: en Argentina, el general Ricardo López Jordán se levanta en armas contra la provincia de Entre Ríos.
- 1848: en Boston (Massachusetts), se abre la primera escuela de medicina para mujeres, The Boston Female Medical School (que más tarde será absorbida por la Escuela de Medicina de la Universidad de Boston).
- 1855: en Turín (Italia) se funda la editorial Claudiana.
- 1859: se inaugura el faro de Cape Lookout (Carolina del Norte). Sus lentes de Fresnel se pueden ver desde 30 kilómetros.
- 1861: en la Guerra civil de los Estados Unidos, el presidente Abraham Lincoln nombra a George B. McClellan como comandante de las fuerzas unionista en sustitución del veterano general Winfield Scott.
- 1870: en los Estados Unidos, la Oficina del Clima realiza su primera previsión meteorológica.
- 1870: en la ciudad de Atenas (Grecia) se inaugura de la segunda edición de los Juegos Olímpicos de Zappas, el primer intento de resucitar los antiguos juegos olímpicos; en estos juegos participaron solo nacionales griegos.
- 1876: en Nueva Zelanda se disuelve el sistema de gobierno provincial.
- 1885: en Roma, el papa León XIII publica la encíclica Misericors dei filius, acerca de la naturaleza sobrenatural de la Iglesia, las relaciones entre el poder eclesiástico y el poder civil, la «iniquidad» del humanismo y la libertad religiosa, la tendencia moderna a marginar la autoridad de la Iglesia, y la «injusticia» de las concepciones libertarias.
- 1891: en Chile se disuelve la Junta de Gobierno de Iquique, tras el Ataque a Iquique.
- 1894: en Rusia, Nicolás II se convierte en el nuevo zar después de la muerte de su padre Alejandro II.
- 1896: en los Estados Unidos se muestran por primera vez los pechos desnudos de una mujer en una revista no pornográfica (National Geographic).
- 1897: en Turín (Italia), un grupo de estudiantes del Liceo Clásico «Massimo D'Azeglio» funda el club de fútbol Juventus.
- 1901: en la universidad Richmond College ―en Richmond (Virginia)― se funda la fraternidad Sigma Phi Epsilon, la más grande del país.
- 1908: en Buenos Aires (Argentina) se funda el Club Atlético Huracán.
- 1910: en España se funda la organización obrera anarcosindicalista CNT (Confederación Nacional del Trabajo).
- 1911: durante un combate en la guerra ítalo-turca, se deja caer por primera vez una bomba desde un aeroplano.
- 1912: En Buenos Aires (Argentina) se funda el Club Atlético Temperley.
- 1914: durante la Primera Guerra Mundial, Alemania vence por primera vez a la Marina Real británica en la batalla de Coronel, al oeste de las costas de Chile.
- 1914: en Roma, el papa Benedicto XV publica la encíclica Ad beatíssimi apostolorum principis, acerca de las funestas condiciones que llevan a la guerra, los males y los errores de las concepciones modernas, las divisiones entre los católicos, los males del modernismo, y la excesiva independencia de los sacerdotes.
- 1918: Ucrania se independiza del Imperio ruso.
- 1922: en Turquía renuncia el último sultán, Mehmet VI. Se disuelve así oficialmente el Imperio otomano.
- 1923: es inaugurado el primer estadio del Club Deportivo Godoy Cruz Antonio Tomba.
- 1929: en España, la catedral de Granada es declarada Monumento Nacional.
- 1939: nace el primer conejo nacido por inseminación artificial.
- 1943: en las Islas Salomón ―en el marco de la Segunda Guerra Mundial― la 3.ª División de Marines estadounidenses aterrizan en la isla de Bougainville y libran la Batalla de la Bahía de Empress Augusta.
- 1944: en Países Bajos, unidades de la British Army aterrizan en Walcheren (Segunda Guerra Mundial).
- 1945: en Corea del Norte se inaugura el periódico oficial Rodong Sinmun (con el nombre de Chongro).
- 1945: Australia se une a las Naciones Unidas.
- 1948: al sudeste de Manchuria, mueren 6000 personas al explotar un navío mercante chino.
- 1950: en Blair House, los nacionalistas puertorriqueños Griselio Torresola y Óscar Collazo atentan contra el presidente estadounidense Harry S. Truman, luego de tres días de insurrección nacionalista en ciudades de Puerto Rico.
- 1950: en la Ciudad del Vaticano, el papa Pío XII establece la infalibilidad papal cuando formalmente define como dogma la Asunción de María.
- 1950: en la Ciudad del Vaticano, el papa Pío XII afirma haber presenciado el mismo «milagro del Sol» de Fátima (Portugal) pero en los jardines vaticanos.

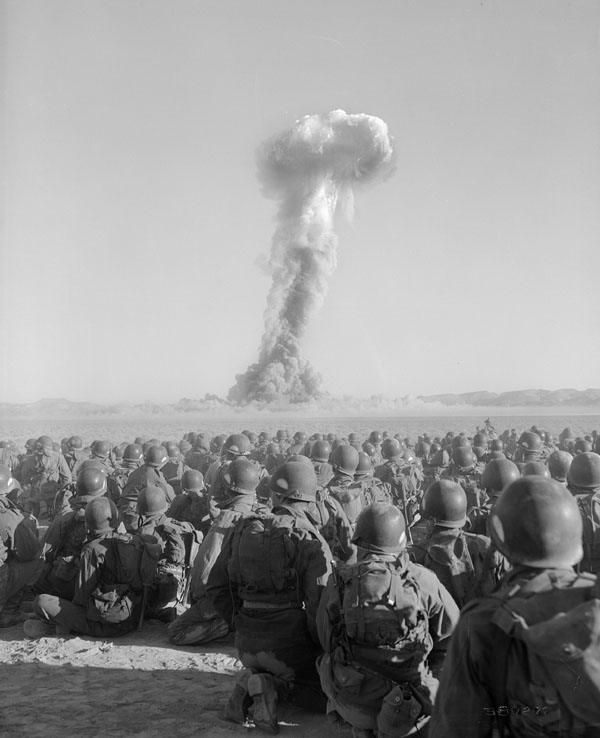
Durante la explosión de la bomba atómica Dog se movilizaron unos 6500 soldados estadounidenses hasta las cercanías del hongo, para medir los efectos de la radiación en seres humanos.

- 1951: en el sitio de pruebas nucleares de Nevada, Estados Unidos hace detonar la bomba atómica Dog, de 21 kilotones, dejándola caer desde un bombardero B-50. Es la cuarta bomba de la operación Buster-Jangle (que expondrá de manera no voluntaria durante un mes a unos 6500 soldados de infantería a siete explosiones atómicas con propósitos de entrenamiento) y la n.º 21 de las 1127 que Estados Unidos detonó entre 1945 y 1992.
- 1952: las 7:15 (hora local) ―o a las 19:15 del 31 de octubre (hora mundial)―, en el atolón de Enewetak (Islas Marshall), Estados Unidos hace detonar a Ivy Mike (la primera bomba de hidrógeno).
- 1954: en Argelia, el Frente de Liberación Nacional empieza a actuar en la guerra de Independencia de Argelia.
- 1955: cerca de Longmont (Colorado) explota un avión Douglas DC-6B (el vuelo 629 de United Airlines) por una bomba puesta por Jack Gilbert Graham para matar a su madre. Muere esta y los demás 43 pasajeros y tripulantes. Graham será ejecutado el 11 de enero de 1957.
- 1955: en el sitio de pruebas nucleares de Nevada, Estados Unidos realiza la primera de las cuatro pruebas atómicas Project 56, que no genera una reacción nuclear porque su propósito era determinar si una cabeza nuclear explotaría en caso de que sus componentes explosivos detonaran. En estas cuatro pruebas quedarán contaminados con plutonio 3,62 km² de terreno.
- 1955: Comienza la guerra de Vietnam
- 1956: en India se forman los estados de Andhra Pradesh (antes llamado Nizam), Karnataka (antes Mysore) y Kerala.
- 1957: sobre el lago Míchigan se abre al tráfico el puente del Estrecho de Mackinac (el puente colgante más largo del mundo).
- 1959: primer vuelo de prueba del entrenador básico Beechcraft B-45 Mentor construido por la Fábrica Militar de Aviones bajo licencia estadounidense. Se fabrican 81 unidades. Piloto: comandante Raúl Enrique Borsani.
- 1960: durante la campaña electoral, el presidente estadounidense John F. Kennedy anuncia la idea de los Cuerpos de Paz.
- 1962: la Unión Soviética lanza la sonda Mars 1 a Marte, con la cual se perdió contacto cuando estaba a unos 106 millones de kilómetros de la Tierra.
- 1962: en Italia sale el primer número del cómic Diabolik.
- 1963: en Arecibo (Puerto Rico), se inaugura el observatorio Arecibo, el radiotelescopio más grande del mundo.
- 1968: se presenta el "Wonderwall Music" de George Harrison, el primer álbum en solitario de un miembro de The Beatles, publicado por Apple Records.
- 1968: en los Estados Unidos, The Motion Picture Association of America inaugura su sistema de calificación de películas (G, M, R y X).
- 1969: en los Estados Unidos, Elvis Presley publica Suspicious minds, después de siete años lejos de los escenarios.
- 1970: en Saint-Laurent-du-Pont (Francia) se incendia una sala de baile. Mueren 144 personas.
- 1973: en los Estados Unidos, Leon Jaworski es nombrado fiscal del caso en el escándalo Watergate.
- 1973: en India, el estado de Mysore cambia su nombre por el de Karnataka.
- 1977: en Covadonga, España el entonces príncipe Felipe VI de España, es proclamado solemnemente Príncipe de Asturias.
- 1979: en Bolivia se produce un golpe de Estado encabezado por el Gral. Alberto Natusch Busch que derroca a Wálter Guevara Arze con un saldo de 100 muertos en la ciudad de la Paz.
- 1980: El grupo inglés de rock progresivo The Alan Parsons Project realiza el lanzamiento de su quinto álbum de estudio The Turn of a Friendly Card.
- 1981: Antigua y Barbuda se independizan del imperio británico.
- 1982: en Marysville (Ohio), la empresa japonesa Honda inaugura una fábrica. Se convierte así en la primera compañía automotriz extranjera que produce autos en los Estados Unidos. Producen el Honda Accord.
- 1986: en la playa de Wakayama (al oeste de Japón) siete mujeres de entre 20 y 30 años ―conocidas como las «novias» del dios Jehová― miembros de la iglesia Amigos de la Verdad (1950) se suicidan incendiándose con queroseno cerca de la casa de su líder Kiyoharu Miyamoto, muerto el día anterior por enfermedad.[5]
- 1991: en la University of Iowa el estudiante Gang Lu mata a 5 profesores a tiros.
- 1993: entra en vigor el Tratado de Maastricht, dando paso a la creación de la Unión Europea.
- 1994: Universidad Católica se consagra campeón de la Copa Interamericana.
- 1995: comienza la conferencia de Dayton.
- 1998: en Colombia ocurre la toma de Mitú.
- 1998: se instituye el Tribunal Europeo de Derechos Humanos.
- 2004: en los Pirineos es asesinada Cannelle, la última osa originaria del lugar. Su cachorro escapó a los cazadores, pero no se conoce su paradero.
- 2005: en Canadá se da a conocer la primera parte del Informe Gomery, que trata acerca de manipulación política de dinero.
- 2008: en Suiza se funda el Partido Burgués Democrático.
- 2009: en Finlandia zarpa en su viaje inaugural el crucero más grande del mundo, el Oasis of the Seas, de 361 m de largo, con capacidad para 6300 pasajeros.
- 2016: Miroslav Klose, hasta la fecha el máximo goleador en la historia de las Copas del Mundo, se retira oficialmente del fútbol.

## Nacimientos
- 846: Luis el Tartamudo, rey francés (f. 879).
- 1339: Rodolfo IV, aristócrata austriaco (f. 1365).
- 1351: Leopoldo III de Austria, aristócrata austriaco (f. 1386).
- 1526: Catalina Jagellón, aristócrata finlandesa, reina de Suecia (f. 1583).
- 1530: Étienne de La Boétie, juez, filósofo y escritor francés (f. 1563).
- 1542: Tarquinia Molza, cantante, poetisa, directora, compositora y filósofa natural italiana (f. 1617).
- 1549: Ana de Austria, aristócrata española, cuarta esposa de Felipe II (f. 1580).
- 1554: Prospero Farinacci, jurista italiano (f. 1618).
- 1567: Diego Sarmiento de Acuña, diplomático español (f. 1626).
- 1585: Jan Brożek, matemático, físico y astrónomo polaco (f. 1652).
- 1596: Pietro da Cortona, arquitecto y pintor barroco italiano (f. 1669).
- 1636: Nicolás Boileau, poeta y crítico francés (f. 1711).
- 1667: Carlo Gaetano Stampa, cardenal y arzobispo italiano (f. 1742).
- 1713: Antonio Genovesi, escritor y filósofo italiano (f. 1769).
- 1743: Johann Friedrich Wilhelm Herbst, naturalista y entomólogo alemán (f. 1807).
- 1753: Félix María Calleja del Rey, militar español (f. 1828).
- 1757: Antonio Canova, escultor italiano (f. 1822).
- 1762: Spencer Perceval, político británico (f. 1812).
- 1764: Josefa Dominga Catalá de Valeriola, aristócrata española (f. 1814).
- 1778: Gustavo IV Adolfo, rey sueco (f. 1837).
- 1781: Joseph Karl Stieler, pintor alemán (f. 1858).
- 1782: Frederick John Robinson, político británico (f. 1859).
- 1786: Mariquita Sánchez de Thompson, patriota y socialité argentina (f. 1868).
- 1797: Santos Michelena, político y diplomático venezolano (f. 1848).
- 1800: José María del Canto Marín de Poveda, militar chileno (f. 1877).
- 1805: Alessandro Nini, compositor italiano (f. 1880).
- 1815: Crawford W. Long, médico estadounidense, primer anestesiólogo occidental (f. 1878).
- 1847: Emma Albani, soprano canadiense (f. 1930).
- 1849: Valentín Lamas Carvajal, poeta y periodista español (f. 1906).
- 1849: William Merritt Chase, pintor y maestro impresionista estadounidense (f. 1916).
- 1850: Rosario de Acuña, escritora, periodista y sufragista española (f. 1923).
- 1857: Darío de Regoyos, pintor español (f. 1913).
- 1870: Santos Jorge, músico panameño (f. 1941).
- 1871: Stephen Crane, escritor estadounidense (f. 1900).
- 1871: Alexander Spendiaryan, director de orquesta y compositor armenio (f. 1928).
- 1872: Maude Adams, actriz estadounidense (f. 1953).
- 1873: Santos González Roncal, militar español y uno de los Últimos de Filipinas (f. 1936).
- 1878: Carlos Saavedra Lamas, político y jurista argentino, premio nobel de la paz en 1936 (f. 1959).
- 1880: Sholem Asch, escritor estadounidense de origen polaco (f. 1957).
- 1880: Alfred Wegener, meteorólogo y geofísico alemán (f. 1930).
- 1881: Edward Van Sloan, actor estadounidense (f. 1964).
- 1884: Annibale Bergonzoli, general italiano (f. 1973).
- 1885: Guido Adler, musicólogo y docente austriaco (f. 1941).
- 1886: Hermann Broch, escritor, ensayista, novelista, dramaturgo y filósofo austríaco (f. 1951).
- 1887: L. S. Lowry, pintor británico (f. 1976).
- 1889: Philip J. Noel-Baker, atleta, político y diplomático británico, premio nobel de la paz en 1959 (f. 1982).
- 1889: Hannah Höch, pintora y fotógrafa alemana (f. 1978).
- 1892: Alexander Alekhine, ajedrecista ruso (f. 1946).
- 1898: Manuel Tello Baurraud, político mexicano (f. 1971).
- 1902: Eugen Jochum, director de orquesta y músico alemán (f. 1987).
- 1903: Jean Tardieu, artista y poeta francés (f. 1995).
- 1904: Manuel Cisneros Sánchez, periodista y político peruano (f. 1971).
- 1904: Telesforo Monzón, escritor, político español (f. 1981).
- 1907: Homero Manzi, letrista argentino de tangos (f. 1951).
- 1907: Wu Yonggang, cineasta chino (f. 1982).
- 1907: Theo Akkermann, escultor alemán (f. 1982).
- 1910: César Augusto Dávila Gavilanes sacerdote y yogui ecuatoriano (f. 1999).
- 1911: Henri Troyat, escritor, historiador y biógrafo ruso-francés (f. 2007).
- 1914: Petronio Álvarez, músico, poeta e inspirador colombiano de música del Pacífico. (f. 1966)
- 1919: Hermann Bondi, matemático y cosmólogo austriaco (f. 2005).
- 1920: George M. White, arquitecto estadounidense (f. 2011).
- 1921: María Cánepa, actriz chilena (f. 2006).
- 1921: Mario Rigoni Stern, escritor italiano (f. 2008).
- 1922: Santos Colón, cantante de boleros y salsa puertorriqueño (f. 1998).
- 1922: José Manuel Pita Andrade, historiador del arte español (f. 2007).
- 1923: Carlos Páez Vilaró, artista plástico uruguayo (f. 2014).
- 1923: Victoria de los Ángeles, soprano española (f. 2005).
- 1924: Süleyman Demirel, presidente turco (f. 2015).
- 1926: Lou Donaldson, saxofonista estadounidense de jazz.
- 1927: Filippo Maria Pandolfi, político italiano.
- 1927: Marcel Ophüls, cineasta alemán.
- 1929: Betsy Palmer, actriz estadounidense (f. 2015).
- 1929: Hideto Sotobayashi, químico japonés, superviviente de Hiroshima (f. 2011).
- 1931: Shunsuke Kikuchi, músico y compositor japonés (f. 2021).
- 1931: Manuel Ocampo, bailarín, coreógrafo y docente guatemalteco (f. 2009).
- 1932: Joaquín Achúcarro, pianista español.
- 1932: Francis Arinze, cardenal y arzobispo nigeriano.
- 1932: John Clark, actor y director británico.
- 1932: Alberto Salinas, dibujante de historietas argentino (f. 2004).
- 1933: Oswal (Osvaldo Wálter Viola), dibujante, docente y guionista argentino (f. 2015).
- 1934: Jackson Lago, político brasileño (f. 2011).
- 1935: Gary Player, golfista sudafricano.
- 1935: Edward Said, escritor y activista palestino (f. 2003).
- 1936:
  - Alejandro Doria, cineasta argentino (f. 2009).
  - Alberto Mechoso Méndez, anarcosindicalista uruguayo (f. 1976).
  - Billy Cafaro, cantante argentino (f. 2021).
- 1939: Barbara Bosson, actriz estadounidense (f. 2023).
- 1939: Bernard Kouchner, médico y político francés.
- 1941: Joe Caldwell, baloncestista estadounidense.
- 1941: Ralph Klein, político canadiense (f. 2013).
- 1942:
  - Larry Flynt, editor de la industria pornográfica estadounidense (f. 2021).
  - Marcia Wallace, actriz de voz estadounidense (f. 2013).
  - Miguel Palmer, actor mexicano (f. 2021).
- 1943: Salvatore Adamo, cantante belga.
- 1943: Alfio Basile, futbolista y entrenador de fútbol argentino.
- 1944: Bobby "The Brain" Heenan, mánager de lucha libre profesional estadounidense (f. 2017).
- 1944: Oscar Temaru, político polinesio.
- 1944: Sergio Markarián, entrenador de fútbol uruguayo.
- 1947: Adriana Lesgart, guerrillera argentina asesinada por la dictadura de Videla (f. 1980).
- 1947: Jim Steinman, compositor estadounidense (f. 2021).
- 1947: César Castellanos Madrid, político hondureño.
- 1948: Manola Robles, periodista chilena (f. 2021).
- 1949: David Foster, músico y productor discográfico canadiense.
- 1949: Michael Griffin, físico e ingeniero estadounidense, jefe de la NASA.
- 1950: Robert B. Laughlin, físico estadounidense, premio Nobel de Física en 1998.
- 1950: Dan Peek, guitarrista estadounidense, de la banda América (f. 2011).
- 1950: Boris Morukov, astronauta ruso (f. 2015).
- 1951: Ronald Bell, cantante y saxofonista estadounidense, de la banda Kool & The Gang (f. 2020).
- 1951: Manuel Cacho Quesada, diplomático español.
- 1952: Ali Reza Askari, militar iraní (f. 2010).
- 1952: Maguso, actriz colombiana (f. 1997).
- 1954: Maribel Martín, actriz española.
- 1955: Antonio Romero Ruiz, político español.
- 1955: Joe Arroyo, cantante y compositor colombiano (f. 2011).
- 1956: Tomás Zamudio Briceño, político peruano.
- 1957: Peter Ostrum, actor estadounidense.
- 1957: Carlos Paião, cantante portugués (f. 1988).
- 1958: Rachel Ticotin, actriz estadounidense.

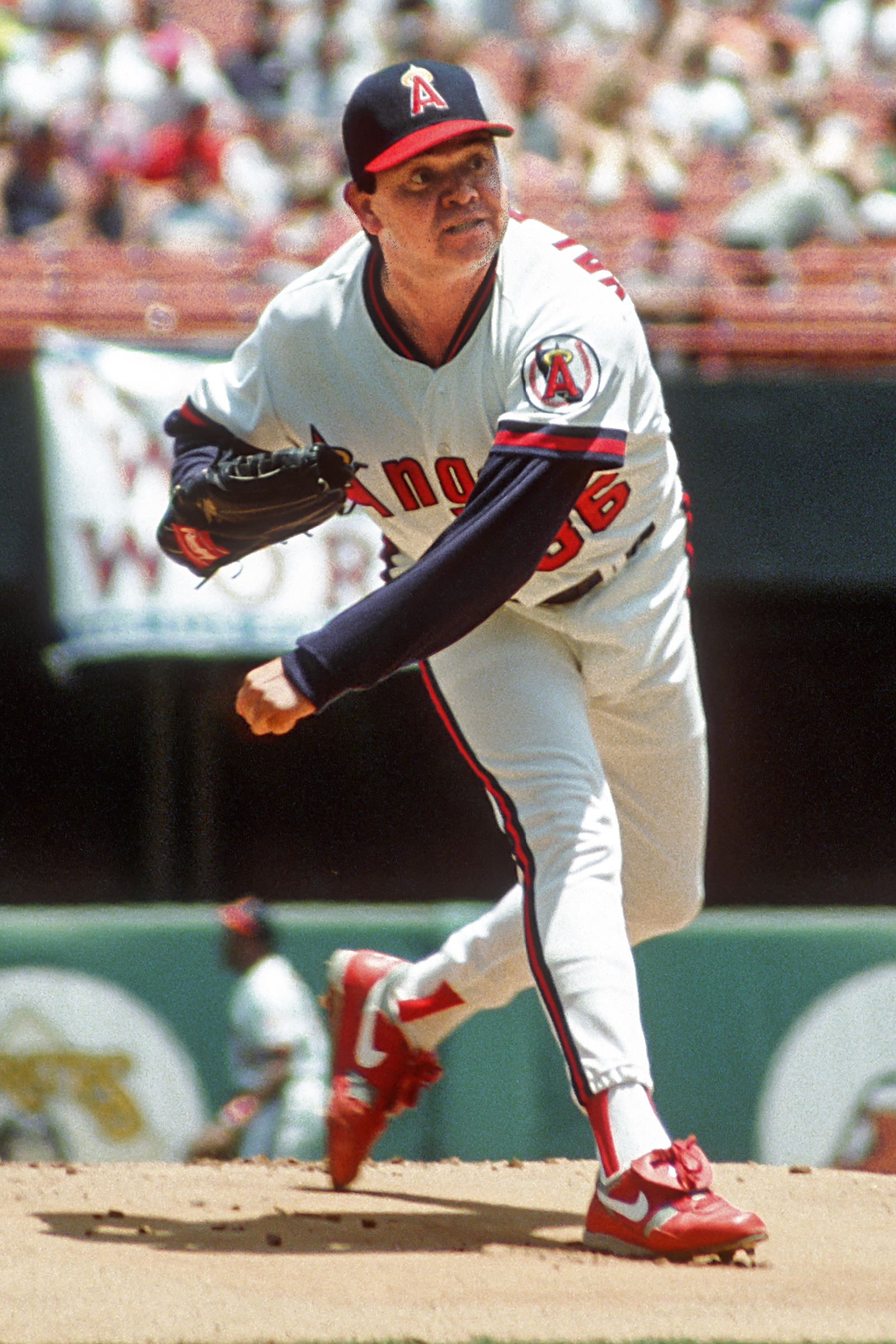
Fernando Valenzuela

- 1960: Fernando Valenzuela, beisbolista mexicano (f. 2024).
- 1961: Petr Pavel, político y militar checo, presidente electo de República Checa en 2023.
- 1961: Calvin Johnson, músico estadounidense, de la banda Beat Happening.
- 1961: Gabriel Rolón, psicoanalista, escritor y músico argentino.
- 1962: Danilo Montero, cantante cristiano costarricense.
- 1962: Magne Furuholmen, músico noruego, de la banda A-ha.
- 1962: Anthony Kiedis, cantante estadounidense de rock, de la banda Red Hot Chili Peppers.
- 1963: Rick Allen, baterista británico, de la banda Def Leppard.
- 1963: Mark Hughes, futbolista británico.
- 1963: Monty Sopp, luchador profesional estadounidense.
- 1964: Jon Jauregi, político español.
- 1964: Daran Norris, actor estadounidense.
- 1964: Berta Ojea, actriz española.
- 1965: Gemma Nierga, periodista española.
- 1966: Mary Hansen, músico australiana, de la banda Stereolab (f. 2002).
- 1967: Tina Arena, cantante y actriz australiana.
- 1968: Francisco José Alcaraz, político, peluquero y activista español.
- 1968: Alberto San Juan, actor español.
- 1970: Erik Spoelstra, entrenador estadounidense.
- 1971: Antonio Sánchez, baterista mexicano.
- 1972: Toni Collette, actriz australiana.
- 1972: Paul Dickov, futbolista británico.
- 1972: Jenny McCarthy, actriz estadounidense.
- 1972: Alessandra Silvestri-Levy, escritora, periodista, curadora de arte, historiadora del arte y activista brasileña.
- 1973: Magdalena Aicega, jugadora argentina de hockey sobre césped.
- 1973: Igor González de Galdeano, ciclista español.
- 1973: Aishwarya Rai, actriz india.
- 1973: Isadora González, actriz mexicana.
- 1975: Roberto Dueñas, baloncestista español.
- 1976: Logan Marshall-Green, actor estadounidense.
- 1976: Sebastián Peratta, futbolista argentino.
- 1976: Santos Cabrera, futbolista salvadoreño.
- 1977: Carl Cort, futbolista británico.
- 1977: Flora Martínez, actriz colombo-canadiense.
- 1977: Pilar Alegría, política española.
- 1978: Danny Koevermans, futbolista neerlandés.
- 1979: David Cuéllar, futbolista español.
- 1979: Luis Delgado, futbolista angoleño.
- 1979: Milan Dudić, futbolista serbio.
- 1980: Matías Manrique, futbolista argentino.
- 1980: Dani Rovira, actor español.
- 1980: Mohammed bin Abdulrahman Al Thani, político catarí, Primer ministro de Catar desde 2023.
- 1981: Cristiano Brown Sansevero, político español.
- 1982: Maria Chiara Augenti, actriz italiana.
- 1982: Moharram Navidkia, futbolista y entrenador iraní.
- 1982: Víctor Gomis, futbolista español.
- 1983: Pedro López Muñoz, futbolista español.
- 1983: Micaela Schäfer, modelo erótica, presentadora, disc-jockey, actriz de cine y televisión y cantante germano-brasileña.
- 1983: Václav Svěrkoš, futbolista checo.
- 1984: Damiano Ferronetti, futbolista italiano.
- 1984: Natalia Tena, actriz británica.
- 1984: Macnelly Torres, futbolista colombiano.
- 1984: Miloš Krasić, futbolista serbio.
- 1984: Erick Corrales, futbolista costarricense. (f. 2025).
- 1985: Tiberio Guarente, futbolista italiano.
- 1986: Penn Badgley, actor estadounidense.
- 1986: Raúl Domínguez Carral, futbolista español.
- 1986: Niels Fleuren, futbolista neerlandés.
- 1987: Jordi Rubio, futbolista andorrano.
- 1988: Masahiro Tanaka, beisbolista japonés.
- 1988: Tommaso Bianchi, futbolista italiano.
- 1988: Shōta Arai, futbolista japonés.
- 1989: Jan Morávek, futbolista checo.
- 1989: Robert Lundström, futbolista sueco.
- 1989: Odmar Færø, futbolista feroés.
- 1990: Simone Giertz, inventora y youtuber sueca.
- 1992: Mayra Goñi, actriz y cantante peruana.
- 1992: Filip Kostić, futbolista serbio.
- 1992: Johanna Elsig, futbolista alemana.
- 1993: Kristy Black, actriz pornográfica y modelo erótica checa.
- 1993: Richard Ofori Antwi, futbolista ghanés.
- 1993: Saleh Al-Shehri, futbolista saudí.
- 1993: Marko Bakić, futbolista montenegrino.
- 1994: Rocky Lynch, cantante y guitarrista estadounidense.
- 1994: Ardin Dallku, futbolista kosovar.
- 1994: Parvizdzhon Umarbayev, futbolista tayiko.
- 1995: Margarita Mamún, gimnasta olímpica rusa.
- 1996: Jeongyeon, cantante, bailarina, modelo y compositora surcoreana.
- 1996: Lil Peep, rapero y cantante estadounidense (f. 2017).
- 1996: Anastasiya Bayandina, nadadora rusa.
- 1996: Daria Bayandina, nadadora rusa.
- 1996: Baher El Mohamady, futbolista egipcio.
- 1997: Alex Wolff, actor, baterista, cantante y compositor estadounidense.
- 1997: Max Burkholder, actor estadounidense.
- 1997: Mohamed Dellahi Yali, futbolista mauritano.
- 1998: Jeremiah Estrada, beisbolista estadounidense.
- 1998: Reiya Morishita, futbolista japonés.
- 1999: Buddy Handleson, actor estadounidense.
- 2003: Dominik Marczuk, futbolista polaco.
- 2003: Ernest Nuamah, futbolista ghanés.
- 2003: Lautaro Rivero, futbolista argentino.
- 2004: Jayden Bartels, actriz estadounidense.

## Fallecimientos
- 130: Genibera, santa cristiana (n. 119 o 120).
- 955: Enrique I, aristócrata bávaro (n. 921).
- 1112: Enrique de Borgoña, aristócrata francés (n. 1066).
- 1155: Fernando Pérez de Traba, noble de Galicia (n. 1100).
- 1391: Amadeo VII de Saboya, aristócrata francés (n. 1360).
- 1399: Juan V, rey bretón (n. 1339).
- 1431: Nuno Álvares Pereira, aristócrata portugués, beatificado por la Iglesia católica (n. 1360).
- 1492: Beltrán de la Cueva, noble, político y militar castellano (n. 1435).
- 1546: Giulio Romano, pintor y arquitecto italiano (n. 1449).
- 1588: Krisnadás Kavirash Gosuami, religioso y escritor indio, autor del Chaitania-charitámrita (n. 1496).
- 1629: Hendrick ter Brugghen, pintor neerlandés (n. 1588).
- 1642: Jean Nicolet, explorador francés (n. 1598).
- 1661: Felipe Próspero de Austria, aristócrata español, hijo del rey Felipe IV (n. 1657).
- 1676: Boecio (Gijsbert Voet), teólogo neerlandés (n. 1589).
- 1700: Carlos II "el Hechizado", rey español (n. 1661).
- 1804: Johann Friedrich Gmelin, naturalista y botánico alemán (n. 1748).
- 1843: Julius Vincenz von Krombholz, médico y micólogo alemán (n. 1782).
- 1865: John Lindley, botánico británico (n. 1799).
- 1882: Alejandro Mon y Menéndez, político español (n. 1801).
- 1883: Alexander Walker Scott, entomólogo australiano (n. 1800).
- 1888: Nikolái Przevalski, explorador ruso (n. 1839).
- 1893: Jan Matejko, pintor polaco (n. 1838).
- 1894: Alejandro III, zar ruso entre 1881 y 1894 (n. 1845).
- 1895: Benito Sanz y Forés, cardenal español (n. 1828).
- 1903: Theodor Mommsen, jurista, filólogo e historiador alemán, premio nobel de literatura en 1902 (n. 1817).
- 1906: Juan de la Pezuela, escritor, militar y político español (n. 1809).
- 1907: Alfred Jarrý, escritor, dramaturgo y poeta francés (n. 1873).
- 1914: Christopher Cradock, almirante británico (n. 1862).
- 1921: Francisco Pradilla, pintor español (n. 1848).
- 1922: Francisco Murguía, militar y político mexicano (n. 1873).
- 1942: Hugo Distler, compositor alemán de arte «degenerado» antinazi; suicidio (n. 1908).
- 1944ː Aleksandr Klubov, as de la aviación soviético (n. 1918)
- 1947: Óscar Castro, escritor y poeta chileno (n. 1910).
- 1950: Eloísa Díaz, primera médica de Chile y América del Sur (n. 1866).
- 1955: Dale Carnegie (Dale Breckenridge), escritor de autoayuda y empresario estadounidense (n. 1888).
- 1956: Pietro Badoglio, general y político italiano (n. 1871).
- 1956: Joaquim Sunyer, pintor español (n. 1874).
- 1962: Ricardo Rodríguez, piloto mexicano de Fórmula 1 (n. 1942).
- 1965: Angelo Rotta, sacerdote italiano (n. 1872).
- 1968: Yorgos Papandréu, político griego (n. 1888).
- 1972: Ezra Pound, poeta estadounidense (n. 1885).
- 1975: Fernando Delapuente, pintor español (n. 1909).
- 1977: Jake Voskuhl, baloncestista estadounidense (n. 1977).
- 1979: Mamie Eisenhower, personalidad estadounidense, esposa del presidente Dwight Eisenhower (n. 1896).
- 1982: King Vidor, cineasta estadounidense (n. 1894).
- 1982: James Broderick, actor estadounidense (n. 1927).
- 1983: Anthony van Hoboken, musicólogo neerlandés (n. 1887).
- 1984: Boris Souvarine, político francés (n. 1895).
- 1985: Phil Silvers, actor estadounidense (n. 1911).
- 1985: Rick McGraw, luchador de la WWF (n. 1955).
- 1987: René Levesque, periodista y político canadiense, primer ministro de Quebec (n. 1922).
- 1987: Jesús Romero Flores, político mexicano (n. 1885).
- 1993: Severo Ochoa, bioquímico español, premio nobel de fisiología o medicina en 1959 (n. 1905).
- 1994: Noah Beery, Jr., actor estadounidense (n. 1913).
- 1998: César Castellanos Madrid, político hondureño, alcalde de Tegucigalpa (n. 1947)
- 1999: Walter Payton, futbolista estadounidense (n. 1954).
- 1999: Héctor Pellegrini, actor argentino (n. 1931).
- 2000ː David Crook, escritor, profesor, activista y espía comunista británico (n. 1910).
- 2001: Juan Bosch, intelectual, cuentista, ensayista, novelista, historiador y político dominicano, presidente en 1963 (n. 1909).
- 2002: Léster Morgan, arquero costarricense (n. 1978).
- 2004: Mac Dre (Andre Louis Hicks), rapero estadounidense (n. 1970).
- 2006: William Styron, escritor estadounidense (n. 1925).
- 2006: Adrienne Shelly, actriz estadounidense (n. 1966).
- 2007: Paul Tibbets, piloto de aviación estadounidense, manejó el Enola Gay, que tiró la bomba atómica sobre la población civil de Hiroshima (n. 1915).
- 2008: Yma Sumac, soprano peruana (n. 1922).
- 2009: Alda Merini, escritora y poetisa italiana (n. 1931).
- 2011: Jona Senilagakali, político fiyiano (n. 1929).
- 2011: Sergio Montiel, político argentino (n. 1927).
- 2011: Fanny Edelman, política argentina (n. 1911).
- 2011: Héctor Rueda Hernández, arzobispo colombiano (n. 1920).
- 2011: Mario Núñez Iordi, músico uruguayo (n. 1929).
- 2012: Mitch Lucker, cantante estadounidense, de la banda Suicide Silence (n. 1984).
- 2012: Agustín García Calvo, filólogo y anarquista español (n. 1926).
- 2014: Wayne Static, músico y cantante, miembro y fundador de la banda Static-X (n. 1965).
- 2015: Günter Schabowski, político alemán (n. 1929).
- 2016: Pocho La Pantera, cantante argentino (n. 1950).
- 2017: Ramón Cabrero, futbolista y entrenador hispano-argentino (n.1947).
- 2017: Pablo Cedrón, actor y guionista argentino (n.1959).
- 2020: Lucy Tovar, actriz mexicana (n. 1952).
- 2020: Magda Rodríguez, productora de televisión mexicana, productora del programa Hoy (2018-2020) de Televisa (n. 1963).
- 2020: Mario Pereyra locutor, periodista argentino.
- 2021: Aaron T. Beck, psiquiatra y profesor estadounidense (n. 1921).
- 2022: Takeoff,  rapero, cantante y compositor estadounidense (n. 1994).
- 2024: José Felipe Pinto, hombre ilustre guatemalteco (n. 1944).

## Celebraciones
- Día Mundial de la Ecología.[6]Rama de la Biología que estudia las relaciones y las interacciones entre los seres vivos y su entorno, incluyendo los factores físicos y biológicos que los afectan. Busca entender los ecosistemas y promover la conservación de la biodiversidad y el equilibrio del medio ambiente.

- Día Mundial del Veganismo.[7]Estilo de vida que busca eliminar el consumo de productos de origen animal, incluyendo alimentos, productos de belleza y ropa, por motivos éticos, de salud y ambientales.

- Día Internacional de Concientización sobre el Síndrome de Lennox-Gastaut.[8]Variante de epilepsia infantil, que aparece entre los dos y seis años de vida, y se caracteriza por convulsiones frecuentes y diversas; a menudo se acompaña de discapacidad intelectual y problemas conductuales.

- Día Mundial de la Acromegalia.[9]Enfermedad rara causada por el exceso en la secreción de la hormona de crecimiento (GH). Se presenta en edades promedio de 40 años, con igual frecuencia tanto en hombres como en mujeres.

Compartidas
- Bangladés  Birmania e  India: 
  - Chavang Kut: Festival de la Cosecha, celebrado por países donde se hablan las lenguas kuki-chin (también mizo-kuki-chin), que son un grupo filogenético establecido dentro de las lenguas tibetano-birmanas.

 Por países
(Por orden alfabético)
- Argelia:
  - Aniversario de la Revolución.[10]Este día en 1954 comienza la rebelión del pueblo argelino contra la ocupación colonial francesa. Argelia declaró su independencia el 5 de julio de 1962.

- Antigua y Barbuda:
  - Día de la Independencia.

- Bulgaria:
  - Día Nacional del Despertar.

- El Salvador:
  - Día del Locutor Salvadoreño.[11]

- Estados Unidos:
  - Día Nacional del Cocinero para tus Mascotas.
(en inglés: National Cook For Your Pets Day).
  - Día Nacional de los Autores.
(en inglés: National Authors’ Day).
  - Día Nacional del Vinagre.
(en inglés: National Vinegar Day).
  - Día Nacional de la Canela.
(en inglés: National Cinnamon Day).
  - Día de la Milla Extra.
(en inglés: Extra Mile Day).
  - Día de las Velas Perfumadas.
(en inglés: Scented Candle Day).
  - Día Nacional de las Almejas Fritas.
(en inglés: National Deep Fried Clams Day).
  - Día Nacional del Calzone.
(en inglés: National Calzone Day).
  - Día Nacional del Cepillo.

- Islas Vírgenes de los Estados Unidos:
  - Día de la Libertad.

- Japón:
  - Día de Conmemoración de las Fuerzas de Autodefensa.

### Santoral católico
- Todos los Santos.[12]
- San Cesáreo de Tarracina, mártir.

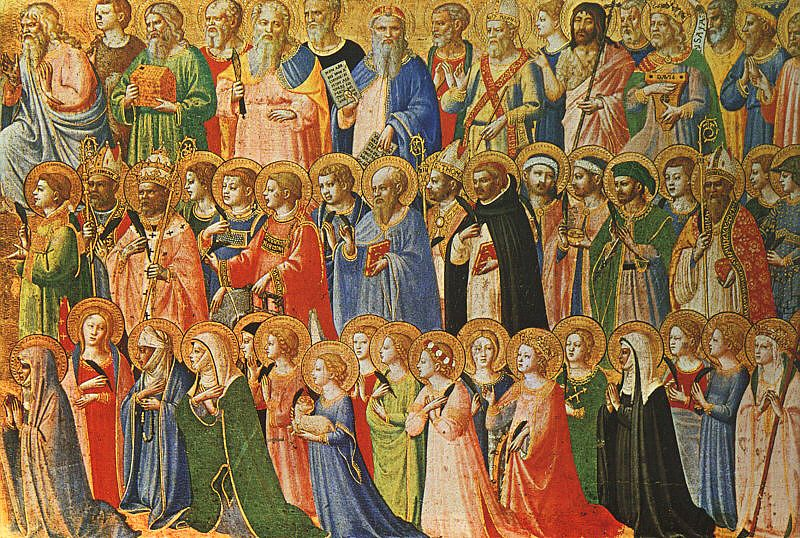
Todos los Santos, pintado por Fra Angélico.

- San Benigno de Dijón, presbítero y mártir.
- San Austremonio de Avernia, obispo.
- Santos Juan y Jacobo de Persia (f. 344).
- San Marcelo de París (s. IV), obispo.
- San Rómulo de Bourges (s. V), presbítero y abad.
- San Severino de Tívoli (s. VI), monje.
- San Magno de Milán (s. VI), obispo.
- San Vigor de Bayeux (f. 538), obispo.
- San Licinio de Anjou (f. 606), obispo.
- San Maturino de Larchant (s. VII), presbítero.
- San Audomaro de Thérouanne (f. 670), obispo.
- San Pedro del Barco (f. 1155), presbítero.
- Beato Rainiero Aretino (f. 1304).
- Beato Nonio Álvarez Pereira (f. 1431).
- Beatos Pedro Pablo Navarro, Dionisio Fujishima, Pedro Onizuka Sandayu y Clemente Kyuemon (f. 1622), mártires.
- Santos Jerónimo Hermosilla, Valentín Berrio Ochoa y Pedro Almató Ribera (f. 1861), mártires.
- Beato Ruperto Mayer (f. 1945).
- Beato Teodoro Jorge Romzsa (f. 1947), obispo y mártir.

 Por países
(Por orden alfabético)
- Observancias relacionadas con el Día de Todos los Santos:
  - Día de Muertos ( México). En este día se rinde honor a los niños bautizados menores de 12 años fallecidos.
  - Todos Santos ( Hispanoamérica) ( España).
  - Todos los Santos ( Guatemala) ( Alemania)[13]y ( Andorra)[14]